# Kōhei Horikoshi
Kōhei Horikoshi (20 de novembre de 1986) és un artista de manga japonés conegut per crear les sèries de manga Ōmagadoki Dōbusuen, Barrage i My Hero Academia, totes publicades a la revista Weekly Shōnen Jump. Horikoshi es va graduar a l'escola secundària de Toho i a la Universitat d'Arts de Nagoya i és natural de la prefectura d'Aichi. Va ser assistent de Yasuki Tanaka, creador de la sèrie de manga Summer Time Rendering, Hitomi no Catoblepas i Kagijin.
Horikoshi va declarar que les seues sèries de manga preferides de petit eren Bola de Drac, One Piece i Naruto. També va ser influenciat per l'artista de manga Yuko Osada. Horikoshi també és un fan dels còmics de superherois americans, especialment de Marvel Comics.